# Estádio Lino Correia
Das Estádio Lino Correia ist eine Mehrzweckarena in der guinea-bissauischen Hauptstadt Bissau. Das 12.000 Zuschauern Platz bietende Stadion wird derzeit überwiegend für Fußballspiele genutzt. Im Dezember 2007 bewilligte die FIFA im Rahmen ihrer „Goal“-Projekte 400.000 US-$ für den Umbau des Lino-Correia-Nationalstadions.